# Andreas Khol
Andreas Khol (Bergen auf Rügen, 1941. július 14. –) osztrák politikus, 2002 és 2006 között a Nemzeti Tanács (Nationalrat) elnöke volt.

## Élete
1946-ig Dél-Tirolban élt, utána Innsbruckban. 1949-ben osztrák állampolgár lett.
1983. május 19. és 2006. október 30. között az osztrák szövetségi parlament alsóháza, a Nemzeti Tanács képviselője volt. 1994 és 1999 között, majd 2000 és 2002 a párt frakcióvezetője volt.
A 2016-os elnökválasztás első fordulójában szavazatok 11,12%-ával az ötödik helyet szerezte meg, hat induló között.

## Magyar kitüntetései
- A Magyar Érdemrend nagykeresztje (2004)

## Magánélete
Khol 1965-ben nősült meg. Hat gyermeke van.